# Bürgerhaus Goldener Stern

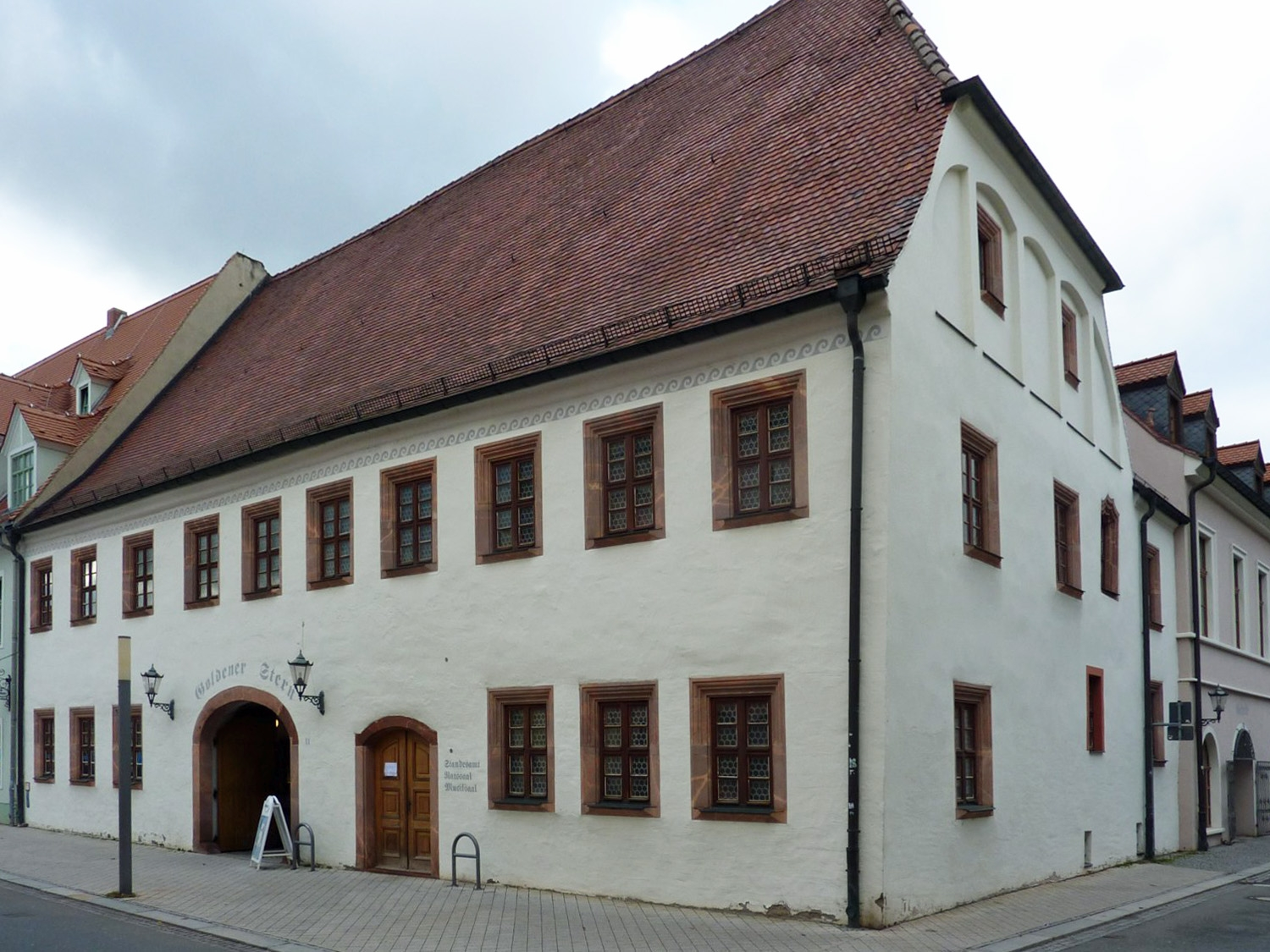
Der Goldene Stern

Das Bürgerhaus Goldener Stern befindet sich in der Straße am Markt 11 in Borna in Sachsen im Landkreis Leipzig. Es entstand aus dem früheren Gasthof Zum Güldenen Stern, der erstmals im Jahre 1620 namentlich erwähnt wird. Das denkmalgeschützte Gebäude befindet sich an der nordöstlichen Seite des Marktplatzes und zählt gemeinsam mit dem „Horn’schen Haus“ in der Roßmarktschen Straße 1 zu den ältesten Profanbauten der Stadt.

## Geschichte
Der Gasthof Zum Güldenen Stern gilt als eines der ältesten Schankhäuser der Stadt. Der Chronist Robert Wolfram (1816–1896) vermutete, dass an dieser Stelle das markgräfliche Stadtschloss gestanden habe. In den Jahren 1987 bis 1992 wurde versucht, diese These durch archäologische Ausgrabungen zu untermauern. Die Untersuchungen des Heimatpflegers Helmut Hentschel ergaben folgendes:

„Im Eckbereich Markt/Kirchstraße befand sich ein quadratischer Wehrturm von 50 m² Grundfläche. Durch eine Grabenanlage, deren Verlauf in etwa der Passage und Einfahrt entspricht, war er das Kernstück der Anlage. Rechts der Passage befand sich ein Gebäude, das mit 12 m Länge und 10 m Breite recht imposant gewesen sein mag. Hier war neben Wohnräumen wahrscheinlich auch Bornas erste Kirche, die das Katharinenpatrozinium besaß. Dieser Bau kann mit ruhigem Gewissen als Palais bezeichnet werden […] links der Einfahrt war der Wirtschaftshof mit Küche, er war von einer Wehrmauer umgeben.“

Spätere Ausgrabungen scheinen diese Vermutung zu bestätigen. Im Zuge der Hussiteneinfälle (1429 bis 1432) und schlussendlich im Sächsischen Bruderkrieg wurden die Schlossgebäude zerstört. Bereits im Jahr 1490 wurde in einer Kaufurkunde erstmals ein „gasthoff allhier am marckte gelegen“ erwähnt. Möglicherweise waren die Trümmer des ehemaligen Schlosses für den Bau des Gasthauses verwendet worden. So finden sich in den Kellerräumen ungewöhnlich stark befestigte Mauern. Es wird vermutet, dass das Gebäude um das Jahr 1470 entstanden ist, da zu dieser Zeit dort die Verleihung eines Bierprivilegs erfolgte. Eine namentliche Erwähnung als „Gasthof zum Güldenen Stern“ erfolgte erstmals im Jahr 1620, danach findet sich das Gasthaus mehrfach in den Stadtakten als „Goldener Stern“ wieder, da es wiederholt zu Streitigkeiten kam.

### Maria von Kitzscher und der Verkauf
Am 10. Oktober 1671 verstarb Michael Scheidemann, der Wirt des Gasthofs zum „Güldenen Stern“. Er war nach dem Stadtbrand von 1668 Bürgermeister geworden. Über ihn und seine Frau Maria wurde berichtet:

„[er habe] „als ein Wohlverdientes Rathsmitglied, Stadrichter und endlich Bürgermeister“ sich nicht allein um die Stadt wohlmeritiert [verdient] gemacht, sondern ihr auch treulich vorgestanden und ihr in ihren schweren Finanznöten und nach dem großen Brand vielfältige, treue Dienste erwiesen. Seine Witwe […] Maria von Kitzscher, wie sie seit ihrer Verheiratung mit Christoph von Kitzscher hieß, versprach vor Zeugen („im Beyseyn Ihres Junckers und andern nahen Verwandten“), den Gasthof für 3000 Taler dem Bornaer Ratsherrn Martin Reichard Pflugritter „käuflig, erb- und eigenthümblich“ zu überlassen.“

Pflugritter hatte erfahren, dass Frau von Kitzscher ihren Gasthof zwischenzeitlich an Nicolaus Ehrhardt verkauft hat. Der Kaufvertrag sei durch das Oberhofgericht zu Leipzig bestätigt worden, obwohl dies laut Statuten dem Rat der Stadt Borna zugestanden hätte. Der Rat legte daraufhin Beschwerde beim Kurfürsten ein. Es gab eine Anhörung vor der kurfürstlichen Kanzlei, wobei die Verkäuferin angab, „sie habe nur deshalb das Oberhofgericht in Anspruch genommen, weil dort die Angelegenheit schneller zum Ausschluss gekommen wäre […] Ein Nachteil sei niemanden geschehen […]“. Pflugritter musste sich damit abfinden, dass der schriftliche Kaufvertrag bestätigt wurde, wenn dies auch „wider die guten Sitten“ geschehen war. Zudem hatte Nicolaus Ehrhardt nur 2000 Taler bezahlen müssen, obwohl Pflugritter 3000 geboten hatte.
Pflugritter brachte jedoch den Gasthof zum „Güldenen Stern“ noch vor 1683 in seinen Besitz, während Nicolaus Ehrhardt wieder Pächter und Weinschenk im Ratskeller wurde. Zu dem Besitz gehörten mehrere Hektar Feld- und Wiesenland sowie eine große unterkellerte Scheune vor den Toren der Stadt.

### Anbauten und Erweiterungen
1680 eröffnete Basilius Naumann die Löwen-Apotheke im Gasthof, die später von seinem Sohn Johann Gottfried Naumann weitergeführt wurde. Im Laufe der Geschichte beherbergte der „Goldene Stern“ viele Gäste, darunter Soldaten und Emigranten, während der kriegerischen Auseinandersetzungen in dieser Zeit. In der Mitte des 19. Jahrhunderts vergrößerten sich viele Gasthöfe, da Tanzveranstaltungen bei der Bevölkerung immer beliebter wurden, daher wurde am 5. Dezember 1844 der neue Tanzsaal eingeweiht. Im Erdgeschoss darunter befanden sich die Stallungen mit zwei böhmischen Kappengewölben. Des Weiteren wurde das Nebengebäude (Markt 10) erworben, um dort eine „Bierstube“ einzurichten.
Im Jahre 1909 pachtete August Gottlieb Pudwell den „Goldenen Stern“ und ließ einen Bühnenanbau am Saal und durch Teilüberbauung des Hofes eine Saalstube errichten. Der Tanzsaal wurde renoviert und mit Jugendstilelementen versehen. Ab Februar 1915 gab es Kinoveranstaltungen, die jedoch schon kurze Zeit später wieder eingestellt werden mussten, da der Festsaal „bis auf weiteres als Massenquartier für Militär eingerichtet“ wurde.
Nach dem verlorenen Krieg wurden einige Räumlichkeiten verpachtet, da sie nicht mehr rentabel waren. 1922/1924 erhielten die Gebäude in der Kirchstraße daher Ladeneinbauten wie die Butterhandlung „Goldener Stern“ und den Werkzeugladen Werner Fritzsch & Co. 1932 wurden Sicherungsmaßnahmen am Gebäude notwendig, die sowohl die Marktfassade als auch den Giebel in der Kirchstraße betrafen. Trotz dieser Arbeiten ging die Zahl der Übernachtungen bedingt durch Inflation und den Zweiten Weltkrieg zurück. Im Mai 1948 hatte der „Goldene Stern“ noch neun Übernachtungsbetten. 1952 verlor der Gastwirt Kurt Eidam die Gewerbeerlaubnis wegen angeblicher Steuerhinterziehung und „schwerwiegender politischer Äußerungen“. Daraufhin wurde der Gasthof 1953 geschlossen. In den 1960er Jahren wurde ein Kinderkaufhaus im ehemaligen Festsaal errichtet und ein Fahrzeugladen übernahm die Stallgebäude.
1983 stand der „Goldene Stern“ weitestgehend leer und es wurde über einen Abriss nachgedacht. Im Sommer des Jahres 1984 erfolgte eine erste Abrissbegehung, an der Mitarbeiter des Instituts und der Gesellschaft für Denkmalpflege, Gebäudewirtschaft und der Abteilung Kultur des Rates der Stadt teilnahmen. Der Denkmalpfleger Roland Meyer stellte allerdings in einem Gutachten fest:

„Bezüglich seiner typischen Renaissancemerkmale, die an der Fassade sowie im Inneren noch relativ gut erhalten sind, gehört dieses Gebäude mit zu den ältesten, erhaltenen Profanbauten Bornas und stellt somit ein außerordentlich wertvolles Baudenkmal der Architektur dar.“

Daher wurde beschlossen, das Gebäude zu erhalten und zu sanieren. 1986 wurde mit der Rekonstruktion begonnen, 1987 fanden erste archäologische Untersuchungen statt.

## Umbau zum Bürgerhaus

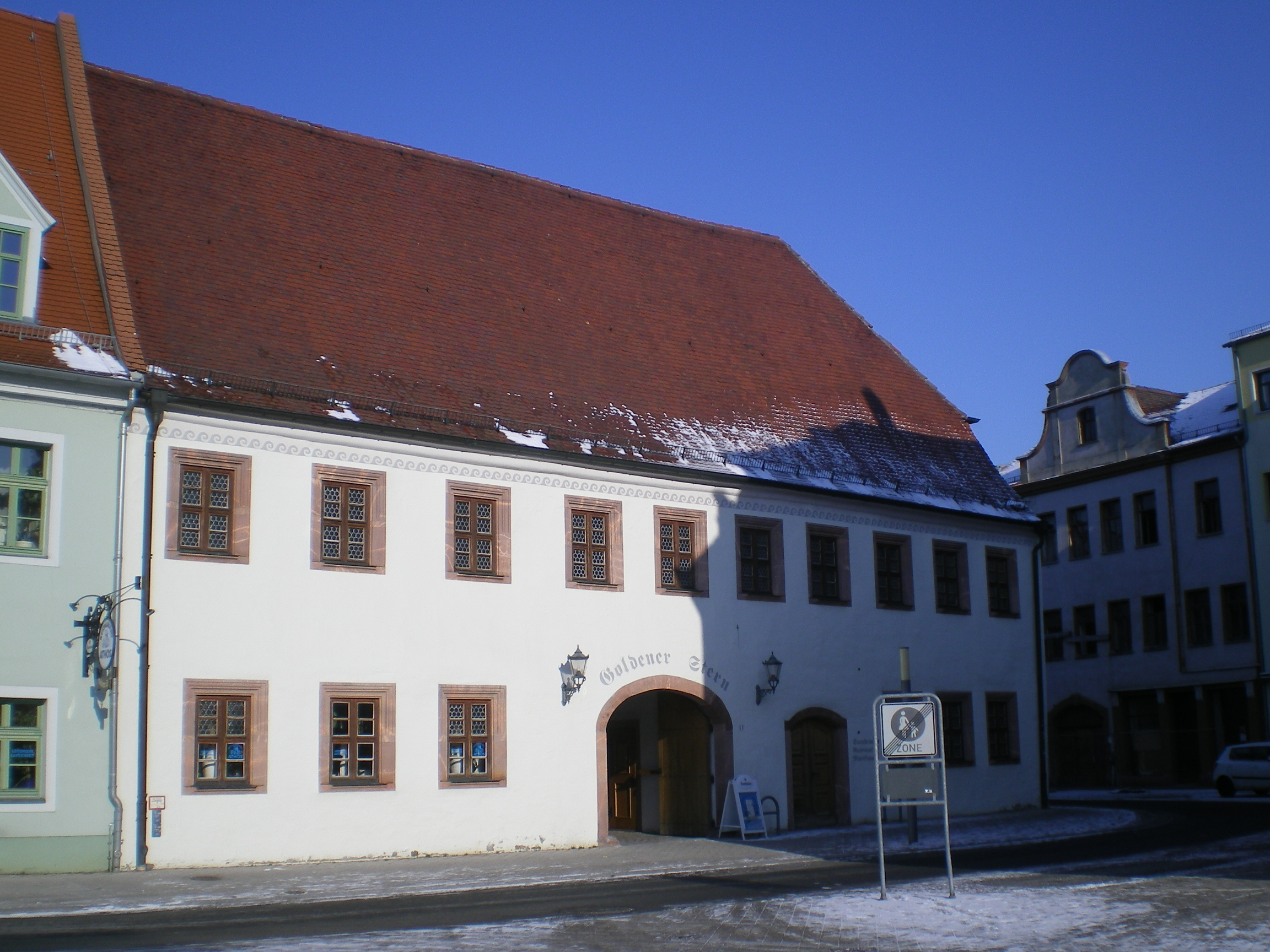
Goldener Stern Borna

Durch die politische Wende 1989 erhielt der Umbau des „Goldenen Stern“ höhere Priorität und am 3. Oktober 1993 konnte das Bürgerhaus „Goldener Stern“ eröffnet werden. Nun zog mit einem griechischen Restaurant erneut eine Gaststätte in die ehemaligen Schankräume ein. Der ehemalige Hotelbereich beherbergt nun das Standesamt der Stadt Borna mit Büroräumen und dem Trauzimmer. Aus dem Festsaal wurde ein Sitzungssaal des Stadtrates. Aber auch als Veranstaltungsraum wird der „Ratssaal“ heute genutzt. In den Stallungen befinden sich die Galerie „Goldener Stern“ des Museums der Stadt Borna mit Werken von Künstlern aus der Region.
Zur Neueröffnung gab die Stadt Borna eine Gedenkmünze mit der Aufschrift Goldener Stern 1490–1993 heraus. Das Gründungsdatum 1490 kann nur aus den archäologischen Untersuchungen geschlossen werden. Die Bezeichnung Goldener Stern existiert erst seit dem Ende des 17. Jahrhunderts.

## Besitzer des Goldenen Sterns
In den Akten des Stadtarchivs Borna wird erwähnt, dass Maria von Kitzscher ihren Gasthof „Zum Güldenen Stern“ an Nicolaus Ehrhardt verkaufte. Die Geschichte des Goldenen Sterns kann aufgrund von Rechnungen, aus Steuerlisten und Kaufverträgen, die im Stadtbuch verzeichnet wurden, über 460 Jahre zurückverfolgt werden. Darüber hinaus geben Kirchenbücher Auskunft über Geburten, Heiraten und Sterbefälle, die mit dem Besitz des Gasthofes in Zusammenhang stehen. Die älteste Erwähnung ist auf 1490 datiert.
| Jahr                | Besitzer(in)                                           | Bemerkung zum Erwerb |
| ------------------- | ------------------------------------------------------ | --- |
| bis 1533            | Hans Örtel                                             | – |
| 1533–1604           | Familie Hilbrant (oder Hildebrand)                     | Haustausch: Wolff Hilbrant tauscht es gegen sein Haus in der Reichen Gasse.                                             |
| 1604–1623           | vermutlich George Straß                                | Durch Heirat mit der Witwe von Wolff Hildebrand (Abraham Hillebrands Sohn), bis der Gasthof an die Tochter Ursula ging. |
| 1623–1650           | Familie Mattheus Sparwart                              | Durch Heirat mit Ursula Straß                                                                                           |
| 1950–1671           | Michael Scheydemann (oder Scheidemann)                 | Durch Heirat mit der Witwe Maria Sparwart (geborene Hancke)                                                             |
| 1671–1673/1674      | Maria von Kitzscher                                    | Heirat der Witwe Maria Scheydemann (geborene Hancke, verwitwete Sparwart) mit Christoph von Kitzscher                   |
| 1673/1674–1683      | Nicolaus Ehrhardt                                      | Kauf von Maria von Kitzscher (Ehrhardt war vorher Pächter des Ratskellers)                                              |
| 1683–1696           | Martin Reichardt                                       | unbekannt (Pflugritter aus einer alten Bornaer Familie)                                                                 |
| 1696–1711           | Johann Andreas Lucius                                  | unbekannt (Sohn des Pfarrers zu Breunsdorf)                                                                             |
| 1711–1741/1741–1803 | Gottlob Klemm und Gottlob Klemm (II.)                  | unbekannt (aus dem Amt Dippoldiswalde)                                                                                  |
| 1803–1806           | Jacob Johann Rudolph                                   | – |
| 1806–1843           | Christian Heinrich Rathsleben                          | Durch Heirat mit Johanne Christiane Rudolph, der Tochter des Vorgängers                                                 |
| 1843–1854           | Christian Gotthelf Adolph Fischer                      | Durch Heirat mit Rathslebens Pflegetochter Johanne Auguste Louise (geborene Schippan)                                   |
| 1854–1896           | Fischers Witwe / Pächter: Fügner                       | (heiratet den Militärarzt Alwin Schindele und führt den Stern unter diesem Namen weiter)                                |
| 1909–1922           | Geschwister Fischer / Pächter: August Gottlieb Pudwell | – |
| 1922–1948           | Karl Weide                                             | ab 1929 unter dem Inhaber Franz Krauße                                                                                  |
| 1948–1950           | Otto Krebs                                             | – |
| 1950–1951           | Gerhard Schwarz (Pächter)                              | – |
| 1951–1952           | Kurt Eidamm (Pächter)                                  | – |

## Wissenschaftliche Untersuchungen
Von 1987 bis 1991 wurden archäologische Grabungen rund um den „Goldenen Stern“ durchgeführt. Hierbei gab es eine Vielzahl an Funden, die es ermöglichten, die Entwicklung dieser Siedlungszelle weitgehend zu rekonstruieren. Im Hofbereich konnte eine bis zu 1,3 m starke Kulturschicht nachgewiesen werden. Dabei wurden quadratische Pfähle, Holz- und Hausreste sowie Wasserleitungen aus dem 15. Jahrhundert und Hofpflaster entdeckt. Das heutige Kaminzimmer hatte nachweislich schon vorher eine Herdstelle, die auf die Anfangszeit der Besiedelung zurückdatiert werden kann. Die Fundamente des Nachbarraumes verliefen parallel zum Grundstück Markt 10, hier fanden sich verkohlte Pfahl- und Pfostenreste. In den Kellerräumen wurden die ältesten Keramiken geborgen.
Die Untersuchungsergebnisse und Funde aus dem Getränkebasar (Restaurant) und die beiden bis zu 40 cm starken Brandhorizonte ermöglichen eine zeitliche Einordnung. Der obere wird aufgrund zweier gefundener Hohlpfennige ins Jahr 1450 datiert, während der tiefer liegende Abschnitt um 1300 entstanden sein muss. Der älteste Fußboden im Bereich des heutigen Standesamtes weist in Form und Ausführung auf hohe handwerkliche Fertigkeiten bei der Ausstattung hin.
Eine teilweise einen Meter starke Wand, die im Gebäude keine statische Funktionen hatte, gibt Rätsel auf, da sich auf ihr Spuren einer verheerenden Brandkatastrophe befinden.

## Bedeutung des Standortes
Das nahezu 1000 m² große Areal befindet sich im Zentrum der mittelalterlichen Stadt Borna, woraus sich die besondere Bedeutung des Gebäudes ablesen lässt. Ziel der Erforschung war es möglicherweise, eine befestigte Anlage an dieser Stelle nachzuweisen, die in der Wolfram'schen Chronik als markgräfliches Schloss bezeichnet wird, für deren Standort aber ein anderer Platz angegeben wurde. Im Schutz dieser Anlage entstand um das Jahr 1200 die Ortschaft Borna.
Im Bereich Markt/Kirchstraße konnte ein quadratischer Wehrturm von 50 m² Grundfläche nachgewiesen werden. Die dazugehörige Grabenanlage weist diesen als Kernstück der Anlage aus. In einem rechts von der Passage zur Kirchstraße gelegenen Gebäude (12 × 10 m) befand sich neben Wohnräumen wahrscheinlich die erste Kirche Bornas mit dem Katharinenpatrozinium. Links der Passage befand sich der Wirtschaftshof der Küche, der von einer Wehrmauer umgeben war.
Die neue Anlage wurde in 500 m Entfernung zur Reichsburg (Jahnschloss) errichtet und übernahm schnell alle militärischen und strategischen Funktionen. Die älteren Gebäude wurden zu einem Rittersitz. Die Festung Borna musste sich um 1290 bewähren, als Adolf von Nassau und sein Nachfolger Albrecht I. versuchten, die Reichslande um Altenburg, Chemnitz und Zwickau zurückzuerobern.
Zwanzig Jahre lang waren die Stadt und Festung Borna zwischen Wettinern und dem Reich umkämpft, die Entscheidung brachte um 1307 die Schlacht bei Lucka. Hierbei fielen die Reichsgebiete endgültig an die Wettiner. Bei den späteren Hussiteneinfällen um 1430 wurde die Burg stark beschädigt und 1450 im Bruderkrieg zerstört. An ihrer Stelle entstand bald darauf die „Herberge am Markt“. Da die Errichtung des Renaissancebaus vor dem Jahr 1500 erfolgte, war dies vermutlich der spätere „Goldene Stern“. 1470 erfolgte die Wiederverleihung des Bierprivilegs, was nahelegt, dass das Gebäude zu dieser Zeit errichtet wurde.
Durch die Sanierung des „Goldenen Stern“ konnte in Borna einer der ältesten Profanbauten in Sachsen erhalten werden.